# Anders Fryxell
Anders Fryxell (Edsleskog, 7 februari 1795 - Stockholm, 21 maart 1881) was een Zweeds historicus. 

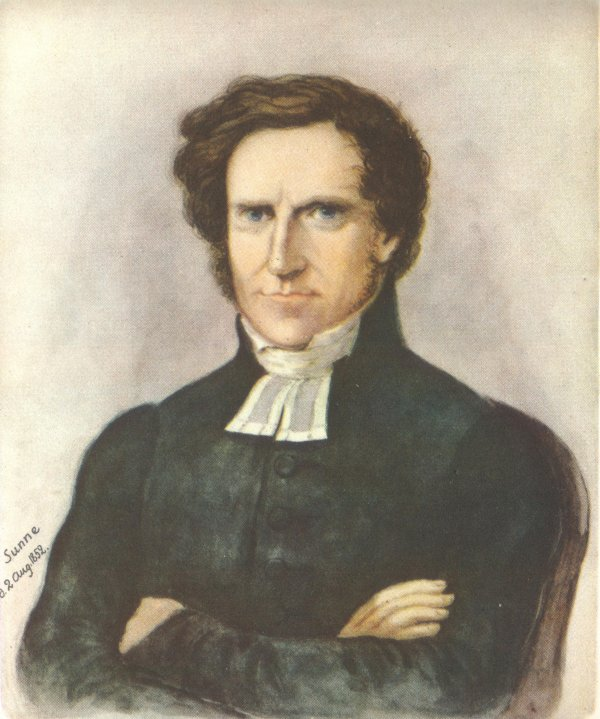
Anders Fryxell, aquarel door Alexander Clemens Wetterling

In 1821 behaalde hij aan de universiteit van Uppsala zijn doctoraat in de filosofie. In 1833 werd hij professor en vanaf 1836 was hij proost te Sunne. Hij werd lid van verscheidene academies en koninklijke verenigingen in Denemarken, Noorwegen en Zweden, waaronder de Zweedse Koninklijke Wetenschapsacademie en de Zweedse Academie, waar hij in 1840 zetel 1 innam, als opvolger van Johan Olof Wallin.
Hij was werkzaam als historicus, leraar en priester. Zijn werk was echter eerder populair dan zuiver wetenschappelijk.
- Bibsys: 90322619
- Gemeinsame Normdatei: 116843446
- International Standard Name Identifier: 0000 0001 0875 7743
- KulturNav: 729350cc-ede4-405d-814b-e0081025f9a1
- Library of Congress Control Number: n88648024
- MusicBrainz: 324e5197-a7d5-4e42-8ee6-2631ace9e156
- Nationale Bibliotheek van Tsjechië: js2015857637
- Nationale Bibliotheek van Israël: 987007424458105171
- Nederlandse Thesaurus van Auteursnamen: 069705992
- LIBRIS: 234230
- Système universitaire de documentation: 180656775
- Virtual International Authority File: 17984055
- WorldCat: E39PBJjxwdxGpPjFDV6wM4KTpP